# Крампус
Крампус је рогато, антропоморфно биће у фолклору средње и источне Европе које у време Адвента плаши децу која су се лоше понашала. Помажући Светом Николи, односно Деда Мразу, они посећују децу у току ноћи 5. децембра, при чему Свети Никола награђује добру децу лепим поклонима као што су поморанџе, суво воће, ораси и чоколада, док неваљала деца добијају брезов штап од Крампуса.
Његово порекло је неразјашњено. Неки фолклористи и антрополози претпостављају да се Крампус јавио пре појаве хришћанства. У традиционалним парадама и догађајима као што је Крампшлауф, младићи обучени као Крампус покушавају да уплаше публику својим несташлуцима. Овакви догађаји се одвијају сваке године у већини алпских градова.
Данас је присутан популарној култури широм света, а појавио се и у бројним филмовима, ТВ серијама и видео-играма.

## Галерија
- Разгледница из 1911.
- Крампус и Свети Никола у посети бечком дому
- Свети Никола и Крампус
- Костим Крампуса на маскенбалу у Светом Мартину на Мури
- Костим Крампуса у Вашингтону